# شهرستان لنکستر (ویرجینیا)
شهرستان لنکستر، ویرجینیا (به انگلیسی: Lancaster County, Virginia) یک سکونتگاه مسکونی در ایالات متحده آمریکا است که در ویرجینیا واقع شده‌است.

## خصوصیات
شهرستان لانکستر ۵۹۸٫۲۹ کیلومترمربع مساحت دارد.